# The Antique Brooch
The Antique Brooch è un cortometraggio muto del 1914 diretto da Charles Brabin. La sceneggiatura di Bannister Merwin racconta del nipote ripudiato di un lord che si prende la colpa quando sua cugina ruba una spilla. Gli interpreti erano Marc McDermott, Miriam Nesbitt, Douglas Imbert, Kathleen Russell.

## Trama
L'allegra e spensierata vita di Jack Morley ebbe una battuta d'arresto la mattina in cui l'uomo ricevette una lettera dallo zio che lo informava che non solo gli avrebbe tagliato i viveri, ma che al momento della sua morte, avrebbe perso ogni diritto all'eredità se, nel frattempo, non avesse cambiato vita. Per riflettere sulla questione, nel week-end si recò a Shirley Towers dove incontrò, dopo molti anni, Veronica Shirley, una nipote di lord Shirley che lui aveva conosciuto da bambina. Questa gli raccontò che suo padre era morto e che lei stava cercando affannosamente di ripianare tutti i debiti che questi le aveva lasciato.

Quella sera, lord Shirley mostrò a tutti gli ospiti una spilla di grande valore che aveva acquistato qualche tempo prima. Ma quando, più tardi, Veronica gli chiese un aiuto finanziario, questi rifiutò bruscamente di aiutarla. Aggirandosi a pianoterra alla ricerca di un guanto mentre tutti si erano già ritirati, Veronica mise in allarme la casa con un urlo: la cassaforte era stata forzata e la preziosa spilla sparita. Dalle prove circostanziali, sembrava a tutti che la colpevole fosse proprio Veronica. Anche Morley ne era convinto, ma si sacrificò comunque per salvarla. Confessò di avere rubato la spilla e di averla passata a un complice che aspettava fuori.

In realtà, all'esterno si trovava Big Dan, che era venuto fin da Londra per rubare il famoso gioiello. Il mistero fu chiarito il giorno successivo sul treno , dopo che un'emozionante lotta tra Morley e Big Dan era culminata nella caduta di quest'ultimo dal treno.

## Produzione
Il film - girato in Belgio, Inghilterra e Galles - fu prodotto dalla Edison Company.

## Distribuzione
Distribuito dalla General Film Company, il film - un cortometraggio in due bobine - uscì nelle sale cinematografiche statunitensi il 2 gennaio 1914. Nel marzo dello stesso anno, venne distribuito anche nel Regno Unito.